# Apichatpong Weerasethakul
Apichatpong "Joe" Weerasethakul (Bangkok, 6 de juliol de 1970) és un director, productor i guionista de cinema independent tailandès. Weerasethakul també té una pràctica d'arts visuals que desenvolupa en paral·lel a la seva carrera al cinema.